# Luigina De Grandis
Luigina De Grandis (Villa Bartolomea, 14 dicembre 1923 – Venezia, 2003) è stata una pittrice, incisore e scrittrice italiana.

## Biografia
Nata a Villa Bartolomea, in provincia di Verona, il 14 dicembre del 1923, Luigina De Grandis frequentò il Liceo Artistico e l’Accademia di belle arti di Venezia, città in cui ha vissuto, successivamente, fino alla fine dei suoi giorni. Allieva di Bruno Saetti, Luigina De Grandis definì molto presto il proprio linguaggio artistico, espresso in particolar modo con la scelta di temi inerenti alla natura, ritenuta dalla pittrice veneta una fonte inesauribile di stimoli e di ispirazioni, per la propria arte. Innamorata del colore, la De Grandis donò ai propri dipinti, in modo fresco e naturale, la sua sensibilità artistica. Ha insegnato all'Istituto d’Arte di Padova e di Venezia dal 1964 al 1983.
Negli ultimi anni di insegnamento, in collaborazione con i suoi allievi, e con la preziosa consulenza di esperti di fisica, chimica e psicologia (della Facoltà di Psicologia dell’Università di Padova), concluse la stesura del volume "Teoria e uso del colore", libro edito da Arnoldo Mondadori Editore nel 1984.  Il volume fu poi tradotto in inglese e spagnolo ed ebbe un buon successo e vasta diffusione in special modo negli Stati Uniti ed in Gran Bretagna.
Tante sono le sue mostre personali allestite a Venezia, in Italia ed anche all'estero. Ha partecipato ad importanti mostre collettive, tra cui la presenza alle edizioni della Biennale di Venezia del 1950, 1962, 1970 e 1986. Fu anche presente alla Quadriennale di Roma nel 1951 e nel 1955.
Le opere dell'artista veneta sono conservate in molte collezioni, tra cui tre opere nella collezione di Ca’ Pesaro, Galleria Internazionale d’Arte Moderna di Venezia,, due opere nella collezione del Museo Michetti (al quale Premio omonimo a partecipato a varie edizioni), nella collezione della Pinacoteca Podesti di Ancona e nella collezione del Banco Popolare.
Si è spenta a ottant'anni a Venezia nel 2003.